# PGC 1413069
LEDA/PGC 1413069 ist eine Radiogalaxie im Sternbild Löwe nördlich der Ekliptik. Sie ist schätzungsweise 441 Millionen Lichtjahre von der Milchstraße entfernt und hat einen Durchmesser von etwa 50.000 Lichtjahren. Vom Sonnensystem aus entfernt sich das Objekt mit einer errechneten Radialgeschwindigkeit von näherungsweise 10.000 Kilometern pro Sekunde.
Gemeinsam mit PGC 31526, PGC 1420204 und PGC 4534523 bildet sie eine gravitativ gebundene Galaxiengruppe.

## Galaktisches Umfeld
| Nr. | Galaxie                 | Alternativname            | Rek           | Dek           | Distanz/asec |
| --- | ----------------------- | ------------------------- | ------------- | ------------- | ------------ |
| →   | LEDA/PGC 1413069        | NSA 74543                 | 10h36m45.226s | +12d37m35.04s | 0            |
| 1   | LEDA/PGC 1412536        | NSA 74526                 | 10h37m05.517s | +12d36m02.13s | 311.03       |
| 2   | NGC 3306                | LEDA/PGC 31528            | 10h37m10.22s  | +12d39m08.9s  | 377.84       |
| 3   | NGC 3299                | LEDA/PGC 31442            | 10h36m23.800s | +12d42m26.60s | 427.84       |
| 4   | LEDA/PGC 31526          | NSA 74528                 | 10h37m05.405s | +12d46m14.00s | 597.41       |
| 5   | LEDA/PGC 1409163        | 2MASX J10365370+1225025   | 10h36m53.730s | +12d25m03.60s | 763.10       |
| 6   | LEDA/PGC 1417235        | 2MASX J10364788+1250305   | 10h36m47.896s | +12d50m30.04s | 775.94       |
| 7   | LEDA/PGC 1409273        | 2MASX J10362421+1225270   | 10h36m24.240s | +12d25m26.88s | 789.90       |
| 8   | LEDA/PGC 1409793        | 2MASX J10372794+1227047   | 10h37m27.927s | +12d27m04.47s | 888.00       |
| 9   | 2MASX J10373694+1229468 | WISEA J103736.93+122947.4 | 10h37m36.930s | +12d29m47.15s | 889.91       |
| 10  | LEDA/PGC 1410013        | 2MASX J10373367+1227498   | 10h37m33.672s | +12d27m49.59s | 919.81       |
| 11  | LEDA/PGC 4534523        | AGC 205224                | 10h37m32.6s   | +12d28m09s    | 921.03       |